# 추산초등학교
추산초등학교는 대한민국 경기도 포천시에 있는 공립 초등학교이다.

## 학교 연혁
- 1998년 9월 1일 : 초대 허세영 교장 선생님 부임
- 1998년 10월 31일: 개교(20학급 편성)
- 2018년 3월 1일 : 제7대 신승 교장선생님 부임
- 2021년 1월 11일 : 제22회 졸업(총 4,546명)
- 2021년 3월 1일 : 32학급, 특수학급 2학급 편성

## 참고 자료
- 추산초등학교 - 한국교육학술정보원 학교알리미